# 우퍼

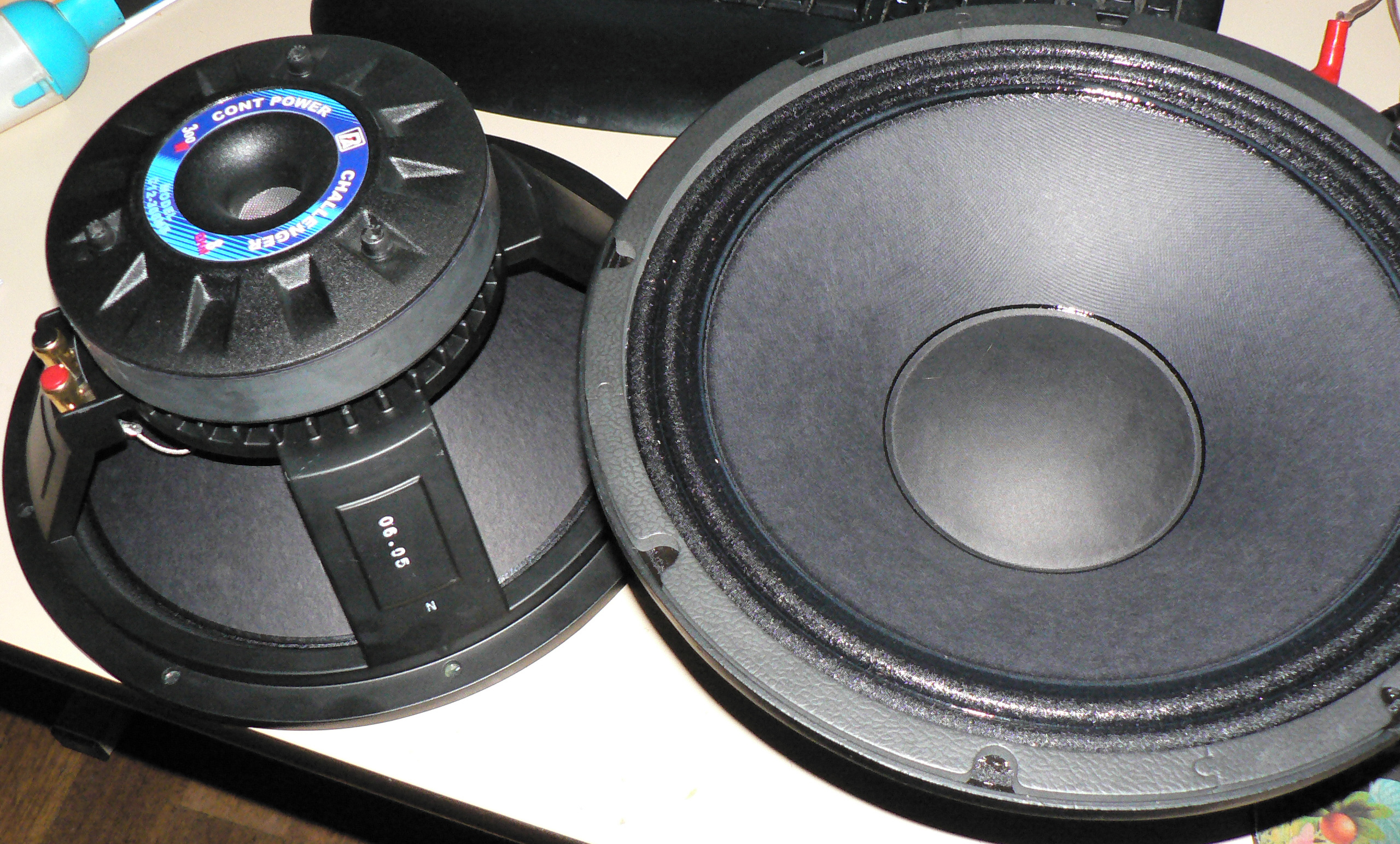
우퍼

우퍼(영어: woofer 또는 bass speaker)는 보통 낮은 주파수 (40 Hz에서 최대 수 킬로 Hz 이상)의 소리를 만들어 내도록 고안된 스피커 드라이버에 사용되는 용어이다. 다시 말해, 우퍼는 낮은 소리를 높여 주고, 웅장감을 제공하므로 영화 등을 감상할 때에 많은 사람들이 만족할만한 음질을 제공한다고 볼 수 있다.

기술의 발전으로 20hz, 더 나아가 불가청 음역대인 10hz까지도 소리를 낼수도 있는 서브 우퍼가 개발되었다.

## 같이 보기
- 스피커
- 서브 우퍼
- 미드레인지 스피커